# 聖瑪麗斯鎮區 (北卡羅萊納州韋克縣)
聖瑪麗斯鎮區（英語：St. Marys Township）是位於美國北卡羅萊納州韋克縣的一個鎮區。

## 地方資料
聖瑪麗斯鎮區的面積為156.60平方千米，當中陸地面積為156.17平方千米，而水域面積為0.43平方千米。根據2020年美國人口普查的數據，當地共有人口74080人，而人口密度為每平方千米473.05人。